# Vádí

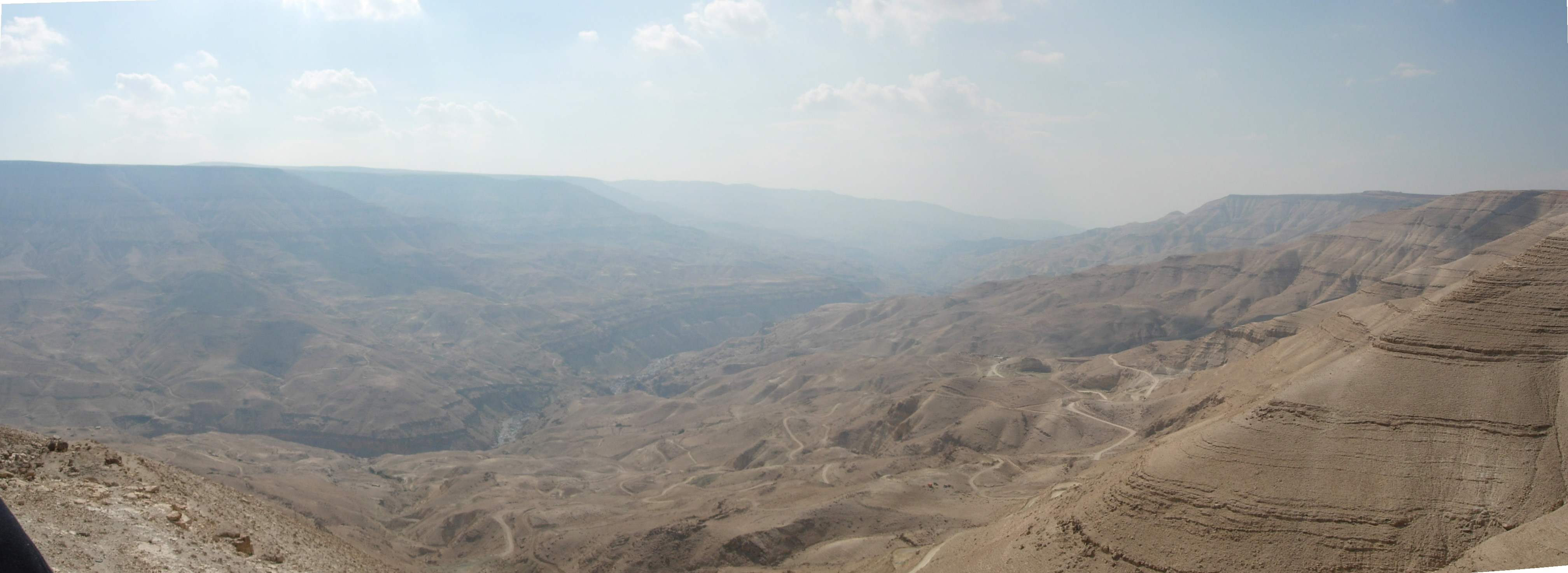
Wadi al'Mujib, Jordánsko

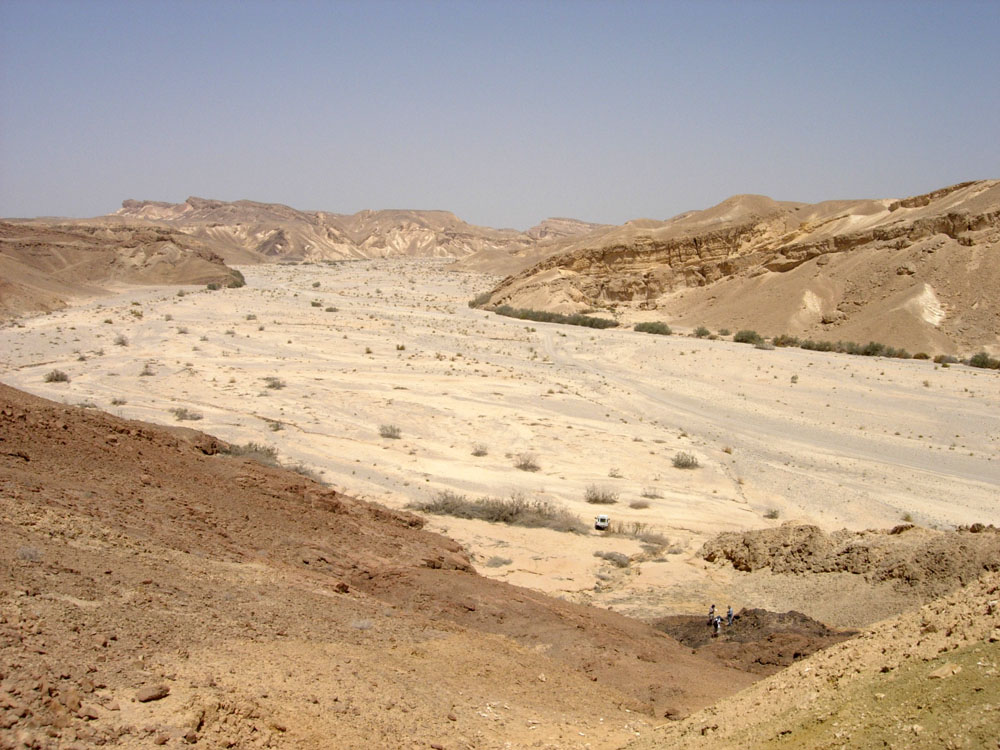
Nachal Paran

Vádí (z arabštiny وادي – wádí; nachal v hebrejských názvech) jsou vyschlá koryta řek.
Vádí je údolí vzniklé erozí občasného vodního toku v aridních (suchých) oblastech pouští a polopouští. Vádí zůstávají po většinu doby suchá, voda jimi protéká nárazově jen po deštích či ve vlhčím období roku a často vytváří strmé stěny ohraničující údolí a dno pokryje horninovou sutí.
Označení vádí se užívá zvláště v Severní Africe a v Jihozápadní Asii.